# Чесночный суп
Чесночный суп является традиционным блюдом в кухнях многих стран, прежде всего, европейских, и готовится разными способами. Его отличительная черта заключается в том, что в этот суп добавляют много чеснока, в результате чего он имеет преобладающий чесночный вкус.

## Германия
В немецкой кухне Knoblauchsuppe – популярный и древний рецепт. 
Сохранились письменные упоминания супа в XVII веке: Brühlin von knockloch упоминается в 1616 году в словаре «Teutsche Sprach und Weissheit» , приготовление супа с чесноком рекомендуется в 1662 году как лечебное средство от укусов змей , и чесночный суп упоминается в Лексиконе Каспара фон Штилера от 1691 года . 
Чеснок был широко известным народным лекарственным средством. Например, «чесночная вода» была описана в 1556 году , чесночный суп также был указан среди известных супов, в исследовании Михаэля Пексенфельдера, проведенном в 1687 году .
Ранний рецепт приготовления чесночного супа сохранился в нюрнбергской кулинарной книге 1734 года. 

## Франция

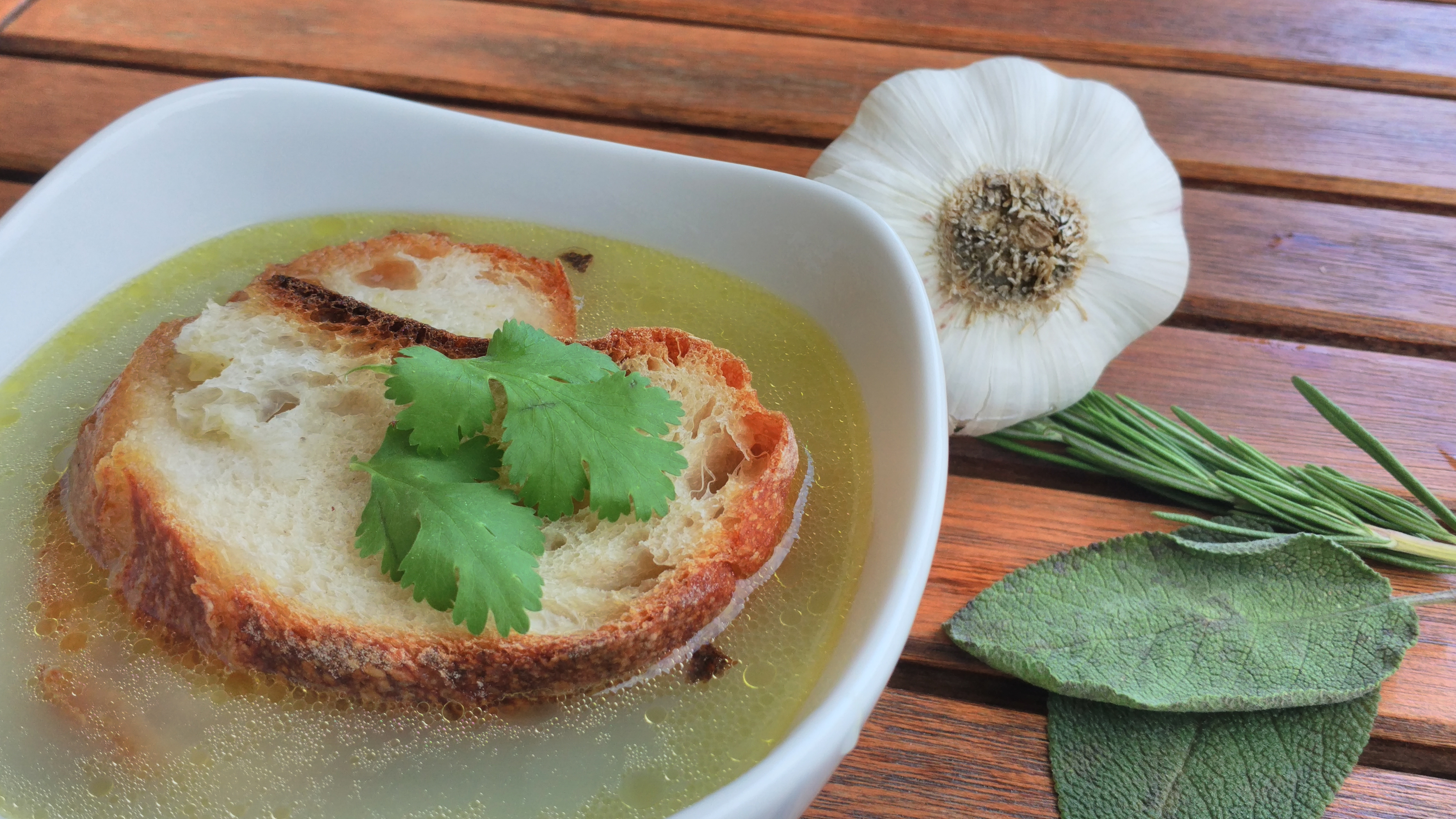
Aigo boulido

Aigo boulido — что переводится как «кипяченая вода», представляет собой провансальский суп, приготовленный из чеснока, оливкового масла, чёрствого хлеба, тимьяна и листьев шалфея.
Турен – французский чесночный суп, характерный для юга и юго-запада страны, особенно регионов Перигор, Бордо.

## Австрия
В Австрии употребление чесночного супа рекомендуется в Pestbeschreibung und Infections-Ordnung («Описание чумы и правила по борьбе с инфекцией») 1713 года .
В австрийской кухне есть различные виды чесночного супа. Его подают на стол в виде простого супа с подливкой, приготовленного из курицы или говядины с овощами и гренками, или в виде чесночного крем-супа .

## Испания

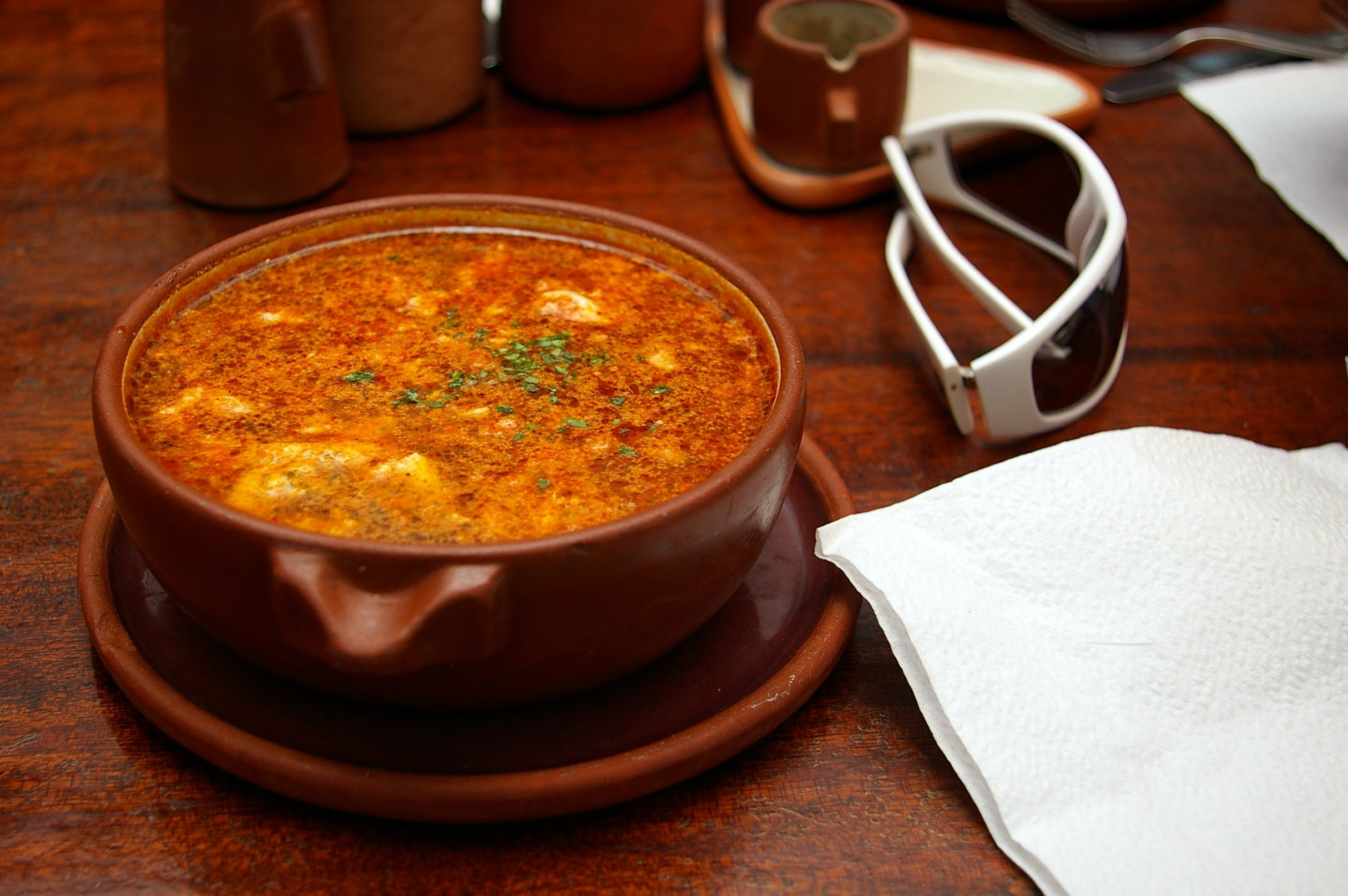
Sopa de ajo

В испанской и балеарской кухне sopa de ajo — традиционный чесночный суп с яйцом-пашот в курином или говяжьем бульоне с большим количеством чеснока и хереса.
Sopa ajo blanco или просто Ахобланко — это миндальный суп с большим количеством чеснока. 
Чесночный суп аналогичный испанскому существует и в мексиканской кухне.

## Чехия и Словакия

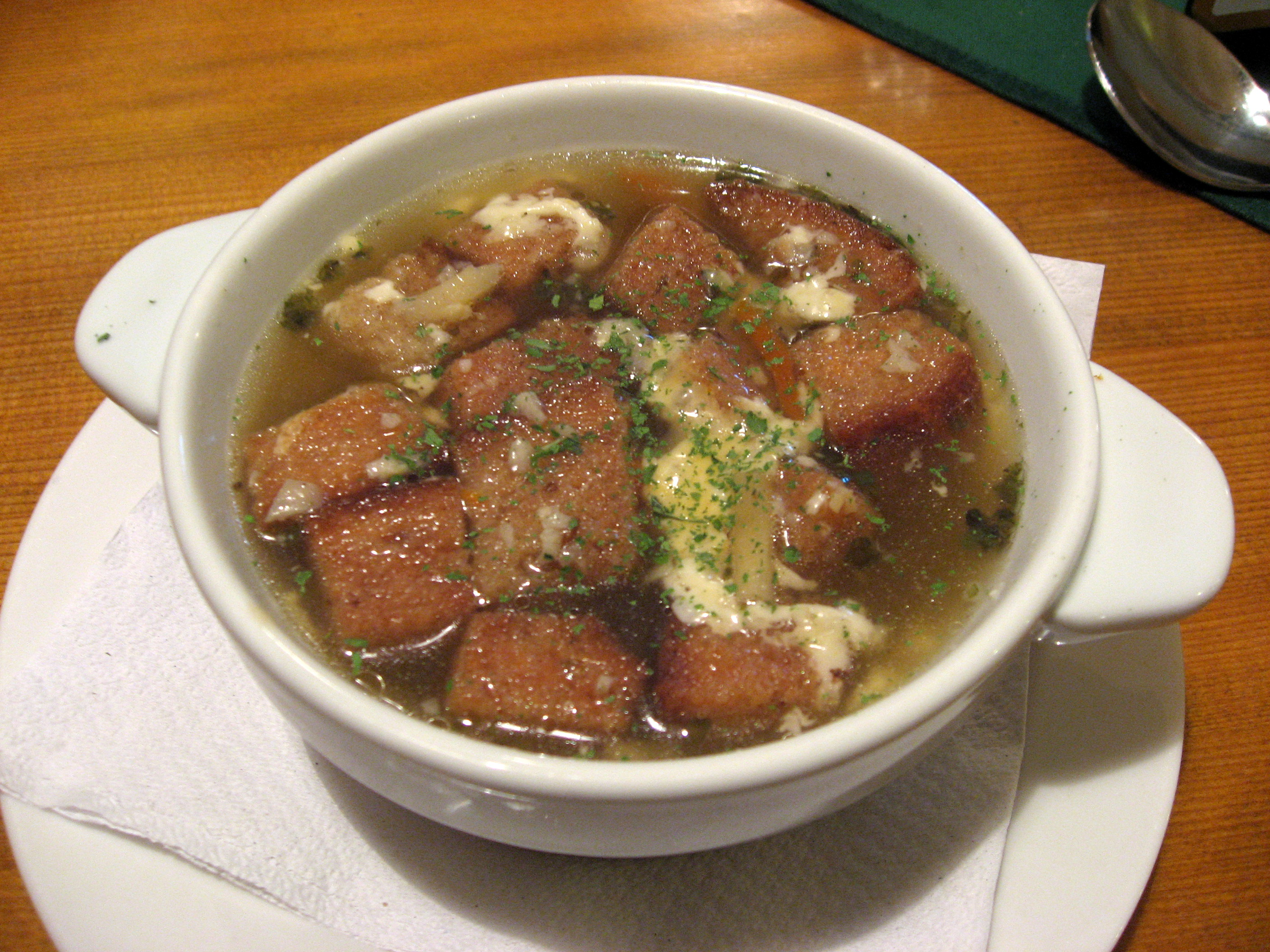
česnečka

В чешской кухне, а также словацкой, чесночный суп называется česnečka или oukrop (oukrop означает «кипяток»). Его готовят с картофелем и/или хлебом, иногда с сыром, ветчиной или яйцами, и едят с поджаренным хлебом.

## Польша
В Польше есть чесночный суп, который называется zupa czosnkowa.